# 양성연
양성 연(陽成延, ? ~ 기원전 182년)은 전한 초기의 관료이다.

## 생애
군장(軍匠)으로써 겹(郟) 땅에서 종군하였고, 이후 소부가 되어 장락궁·미앙궁·장안성을 축조하였다.
고후 원년(기원전 187년), 고후는 여(呂)씨 일족들이 정권을 장악하게 하기 위하여 손을 썼다. 이때 양성연은 그 동안의 공적으로 오후(梧侯)에 봉해지고 식읍 5백 호를 받았다.
고후 6년(기원전 182년)에 죽으니 시호를 제(齊)라 하였고, 작위는 아들 양성거질이 이었다.

## 출전
- 사마천, 《사기》
  - 권9 여태후본기
  - 권19 혜경간후자연표
- 반고, 《한서》
  - 권16 고혜고후문공신표
  - 권19하 백관공경표 下

| 전임 - | 전한의 소부 기원전 202년 ~ 기원전 182년 | 후임 신? 조중황? |

| 선대 (첫 봉건) | 전한의 오후 기원전 187년 4월 병인일 ~ 기원전 182년 | 후대 아들 오경후 양성거질 |